# Melipona belizeae
Melipona belizeae là một loài Hymenoptera trong họ Apidae. Loài này được Schwarz mô tả khoa học năm 1932.